# FC Nantes
Football Club de Nantes este un club de fotbal  din Nantes, Franța, care evoluează în Ligue 1. A fost fondat în 1943 în urma fuziunii a cinci cluburi locale, și este unul dintre cele mai titrate cluburi din Ligue 1, cu opt titluri de campioană și trei Cupe ale Franței.

## Istoria
FC Nantes a luat ființă din dorința managerului echipei Mellinet, Marcel Saupin, de creare a unei echipe puternice în zonă. Astfel, în 1943, el a ajuns la un acord cu alte patru formații locale, Saint-Pierre, Stade Nantais U.C., A.C. Batignolles și A.S.O. Nantaise și a creat astfel clubul FC Nantes. A trecut la profesionism în 1945, după Al Doilea Război Mondial, și a evoluat în liga a doua până în 1963 când a reușit în premieră promovarea în prima divizie. În același an, Marcel Saupin a încetat din viață, neputându-și astfel vedea creația în eșalonul de elită.
În Ligue 1, FC Nantes a avut imediat succes, devenind campioană în 1965 și repetând performanța în sezonul următor. După alte două titluri de campioană, în 1979 Nantes a câștigat în premieră și Cupa Franței, într-o finală cu AJ Auxerre.
Începutul anilor '90 vine cu grave probleme financiare pentru FC Nantes, și în 1992 în urma unei decizii a Comisiei Financiare din Fotbalul Francez a fost pentru o noapte retrogradată la masa verde. "Canarii" își schimbă numele în FC Nantes Atlantique și consiliul de administrație și reușesc să rămână în elită.
Revenirea este spectaculoasă, câștigând în 1995 campionatul, pentru ca în sezonul 1995-1996 să ajungă în semifinalele Ligii Campionilor. Printre jucătorii emblematici din acel lot făceau parte Claude Makelele, Christian Karembeu sau Reynald Pedros. Alte probleme financiare i-au obligat pe conducători să vândă aproape toate vedetele, dar clubul a continuat evoluțiile bune și în sezonul 1996-97 a încheiat pe locul trei, stabilind și un record în Ligue 1, 30 de meciuri consecutive fără înfrângere.
Cu un nou sponsor, FC Nantes construiește o nouă echipă, din care făceau parte și Viorel Moldovan sau Eric Carrière și în 2001 câștigă pentru a opta oară titlul de campioană. În 2004 joacă finala Cupei Ligii Franței, pierdută la lovituri de departajare în fața lui Sochaux.
Sezonul 2006-2007 aduce prima retrogradare după 44 de ani pentru Canari. Nantes se reîntoarce după un singur sezon în prima divizie, dar nu reușește să se mențină în eșalonul întâi, și în 2009 ocupă penultimul loc, revenind în Ligue 2. Revine în Ligue 1 în 2013 și de atunci își păstrează poziția în prima ligă.

## Palmares
- Ligue 1

Campioană (8): 1965, 1966, 1973, 1977, 1980, 1983, 1995, 2001.
Vicecampioană (7): 1967, 1974, 1978, 1979, 1981, 1985, 1986.
- Ligue 2

Vicecampioană (2): 1963, 2008.
- Cupa Franței

Câștigătoare (4): 1979, 1999, 2000, 2022.
Finalistă (5): 1966, 1970, 1973, 1983, 1993.
- Cupa Ligii Franței

Câștigătoare (1): 1965.
Finalistă (1): 2004.
- Trofeul Campionilor (Supercupa Franței)

Câștigătoare (3): 1965, 1999, 2001.
Finalistă (4): 1966, 1973, 1995, 2000.
- Liga Campionilor UEFA (opt participări)

Cea mai bună performanță: semifinalistă în 1996
- Cupa Cupelor (două participări)

Cea mai bună performanță: semifinalistă în 1980
- Cupa UEFA (11 participări)

Cea mai bună performanță: sferfinalistă în 1986 și 1995

## Antrenori
FC Nantes a avut de-a lungul istoriei 20 de antrenori. Primul a fost Aimé Nuic în 1943. Cel mai mult a stat pe banca tehnică José Arribas, timp de 16 sezoane, între 1960 și 1976, el fiind și cel mai titrat tehnician din istoria clubului, cu trei titluri de campion. Este urmat într-o astfel de ierarhie de Jean Vincent (două titluri, o Cupă a Franței), Jean-Claude Suaudeau (două campionate) și Raynald Denoueix (un campionat, două Cupe ale Franței).

## Stadion
FC Nantes își dispută meciurile de pe teren propriu pe Stade de la Beaujoire, arenă inaugurată în 1984, cu prilejul Campionatului European din acel an. Arena a fost renovată cu ocazia Campionatului Mondial din 1998, iar înaintea Cupei Mondiale de rugby din 2007, arena a fost dotată cu ecrane gigant.